# Wikariat apostolski Tabuk
Wikariat apostolski Tabuk – rzymskokatolicka diecezja na Filipinach. Podlega bezpośrednio pod Stolicę Apostolską. Powstał w 1992 z terenu wikariatu Montagnosa.

## Biskupi
- Carlito Cenzon, C.I.C.M. (1992–2002)
- Prudencio Andaya, C.I.C.M., (2003–2024)